# Partido Unionista Democrático

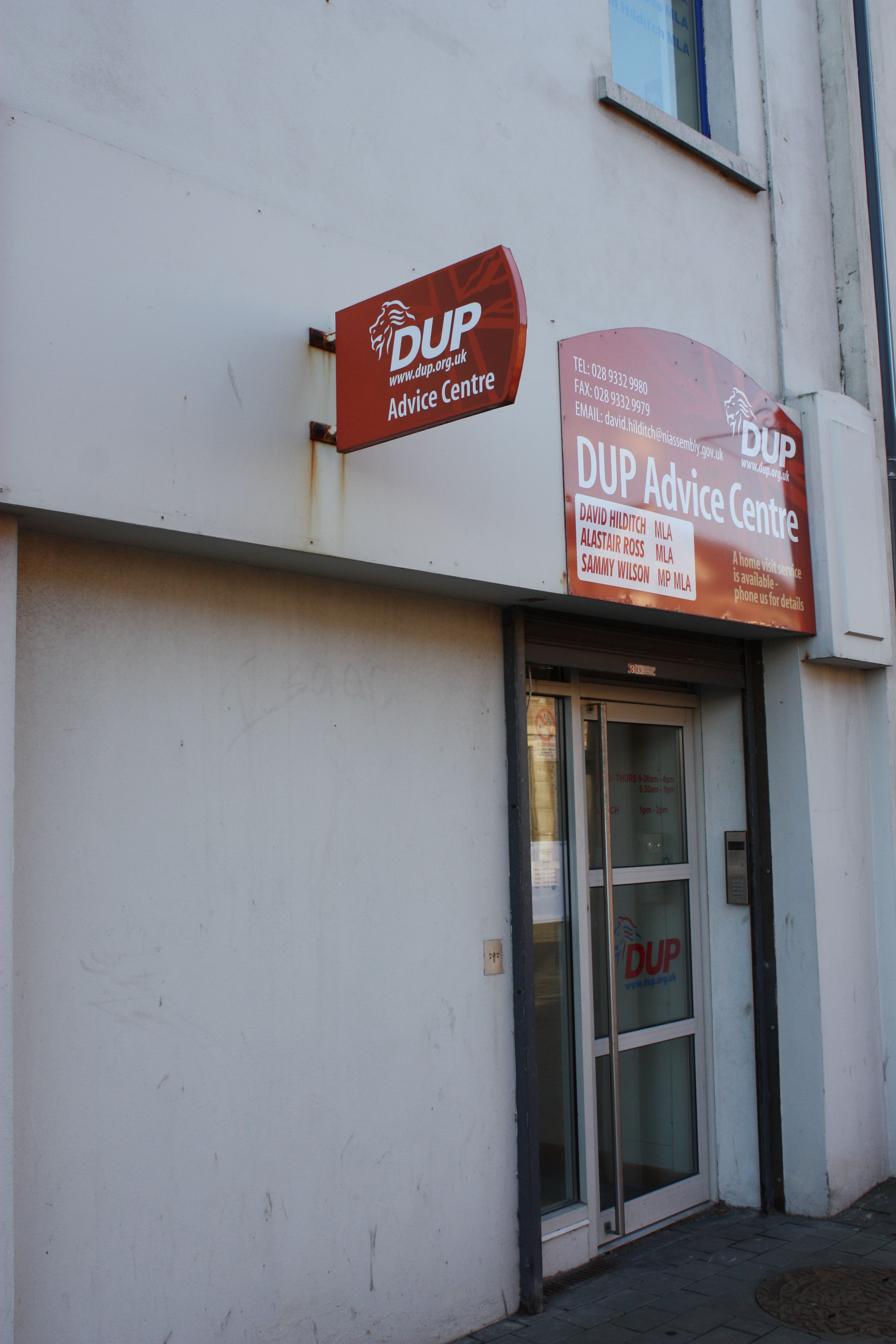
Centro de asesoramiento del Partido Unionista Democrático (DUP), Lancasterian Street, Carrickfergus, Condado de Antrim.

El Partido Unionista Democrático (en inglés Democratic Unionist Party, DUP) es el mayor de los partidos políticos unionistas de Irlanda del Norte. Es el segundo partido político más grande de Irlanda del Norte y el sexto del Reino Unido respecto a escaños en la Cámara de los Comunes.
Su ideología básica consiste en reconocer la realidad social y cultural de Irlanda del Norte al margen de la República de Irlanda. En este sentido, sostiene sus ideas con una fuerza cercana a la radicalidad.
La mayoría de sus miembros son cristianos evangélicos, y el partido tiene fuertes vínculos con la Iglesia Libre Presbiteriana de Úlster. El partido se opone a la legalización del aborto y al matrimonio igualitario. Es euroescéptico y ha apoyado la salida del Reino Unido de la Unión Europea.

## Elecciones a la Asamblea de Irlanda del Norte
| Elecciones | Líder             | # de votos   | % de votos | Escaños | +/-         |
| ---------- | ----------------- | ------------ | ---------- | ------- | ----------- |
| 1973       | Ian Paisley       | 78 228 (#3)  | 10,8%      | 8/78    | 8           |
| 1975       | Ian Paisley       | 97 073 (#3)  | 14,8%      | 12/78   | 4           |
| 1982       | Ian Paisley       | 145 528 (#2) | 23,0%      | 21/78   | 9           |
| 1996       | Ian Paisley       | 141 413 (#3) | 18,8%      | 24/110  | 3           |
| 1998       | Ian Paisley       | 145 917 (#3) | 18,5%      | 20/108  | 4           |
| 2003       | Ian Paisley       | 177 944 (#1) | 25,7%      | 30/108  | 10          |
| 2007       | Ian Paisley       | 207 721 (#1) | 30,1%      | 36/108  | 6           |
| 2011       | Peter Robinson    | 198 436 (#1) | 29,99%     | 38/108  | 2           |
| 2016       | Arlene Foster     | 202 567 (#1) | 29,2%      | 38/108  | Sin cambios |
| 2017       | Arlene Foster     | 225 413 (#1) | 28,1%      | 28/90   | 10          |
| 2022       | Jeffrey Donaldson | 184 002 (#2) | 21.3%      | 25/90   | 3           |

## Elecciones a la Cámara de los Comunes
| Elecciones | # de votos | % de votos (Irlanda del Norte) | Escaños (Irlanda del Norte) | +/-         |
| ---------- | ---------- | ------------------------------ | --------------------------- | ----------- |
| Feb.-1974  | 58 656     | 8,2 (#5)                       | 1/12                        |             |
| Oct.-1974  | 59 451     | 8,5 (#4)                       | 1/12                        | Sin cambios |
| 1979       | 70 795     | 10,2 (#4)                      | 3/12                        | 2           |
| 1983       | 152 749    | 20,0 (#2)                      | 3/17                        | Sin cambios |
| 1987       | 85 642     | 11,8 (#3)                      | 3/17                        | Sin cambios |
| 1992       | 103 096    | 13,1 (#3)                      | 3/17                        | Sin cambios |
| 1997       | 107 348    | 13,6 (#4)                      | 2/18                        | 1           |
| 2001       | 181 999    | 22,5 (#2)                      | 5/18                        | 3           |
| 2005       | 241 856    | 33,7 (#1)                      | 9/18                        | 4           |
| 2010       | 168 216    | 25,0 (#2)                      | 8/18                        | 1           |
| 2015       | 184 260    | 25,7 (#1)                      | 8/18                        | Sin cambios |
| 2017       | 292 316    | 36,0 (#1)                      | 10/18                       | 2           |
| 2019       | 244 128    | 30,6 (#1)                      | 8/18                        | 2           |
| 2024       | 172 058    | 22,1 (#2)                      | 5/18                        | 3           |